# Гергард Коллеве
Гергард Коллеве (нім. Gerhard Kollewe; 3 березня 1912, Дойч-Крушін — 17 жовтня 1942, в районі Мальти) — німецький льотчик-ас бомбардувальної авіації, оберстлейтенант люфтваффе (посмертно). Кавалер Лицарського хреста Залізного хреста з дубовим листям.

## Біографія
В 1931 році вступив в 7-й піхотний полк. В 1935 році переведений в люфтваффе. Після закінчення авіаційного училища зарахований в 163-ю штурмову ескадру. У складі легіону «Кондор» брав участь у боях в Іспанії. З 1939 року — командир ескадрильї 2-ї групи 1-ї навчальної ескадри, з осені 1940 року — командир 2-ї (бомбардувальної) групи. Учасник Польської і Французької кампаній, а також битви за Британію. З 1941 року воював на Середземноморському театрі військових дій. Протягом 1941/42 роках льотчики групи Коллеве потопили численні транспорти союзників (загальною водотоннажністю 148 000 тонн) і 2 ескадрені міноносці, а також завдали тяжких пошкоджень цілому ряду кораблів (в тому числі 3 лінійним кораблям, 8 важким і 3 легким крейсерам). Під час нальоту на Мальту його літак було збито. Коллеве катапультувався, але його тіло не було виявлене.

## Нагороди
- Нагрудний знак пілота
- Медаль «За вислугу років у Вермахті» 4-го класу (4 роки; 2 жовтня 1936)
- Іспанський хрест в сріблі з мечами (6 червня 1939)
- Залізний хрест
  - 2-го класу (16 вересня 1939)
  - 1-го класу (вересень 1939)
- Відзначений у Вермахтберіхт (16 червня 1941)
- Лицарський хрест Залізного хреста з дубовим листям
  - лицарський хрест (5 липня 1941)
  - дубове листя (№112; 12 серпня 1942)
- Авіаційна планка бомбардувальника в золоті